# Justicia yhuensis
Justicia yhuensis är en akantusväxtart som beskrevs av Gustav Lindau. Justicia yhuensis ingår i släktet Justicia och familjen akantusväxter. Inga underarter finns listade i Catalogue of Life.